# 12137 Вілліфаулер
12137 Вілліфаулер (12137 Williefowler) — астероїд головного поясу, відкритий 24 вересня 1960 року.
Тіссеранів параметр щодо Юпітера — 3,384.
Названо на честь Вільяма А. Фаулера (1911 — 1995) американського фізика і астрофізика, одного із засновників ядерної астрофізики.